# CHTV
CHTV (CH Television) était une chaîne de télévision thématique suisse alémanique commerciale privée. La chaîne émettait en haute définition.

## Histoire de la chaîne
Les promoteurs du projet déposent le 30 octobre 2012 une demande d'enregistrement de la chaîne auprès de l'Office fédéral de la communication. CHTV émet depuis le 10 juin 2013 à 19 h. La chaîne vise le public cible des 20-39 ans.
La chaîne disparait des écrans le 17 mai 2017 et est remplacée sur le même canal chez les différents cablô-opérateurs par Swiss1 le 8 juin 2017. La marque continua d'exister sur les réseaux sociaux et à travers son site internet.

## Organisation
La chaîne employait neuf personnes pour la rédaction et le marketing de l'entreprise.

### Dirigeants
Directeurs :
- Les deux frères Philippe Aenishaenslin et Sebastian Aenishaenslin étaient codirecteurs de la chaîne[4].

## Programmes
La chaîne diffusait des films, des séries ainsi que des documentaires en plus de magazines de productions maison. Le programme se voulait culturel et était basé sur l'idée de «swissness». Une thématique différente journalière composait le reste des programmes : le divertissement, l'art, la société, la music, l'histoire, la nature et la science.
Le magazine « Atelier » présentait le paysage culturel suisse, l'« Openair Season » diffusait des concerts et openairs en Suisse, « ArchaeologieSchweiz » présentait des facettes historiques et archéologiques de Suisse, « Art Battle » était une émission de 2 heures en direct opposant deux artistes ayant une mission créatives et départagés par le public en fin d'émission, et le magazine « KultSchweiz » présentait une seconde facette de la culture helvétique. Les vidéoclips d'artistes musicaux suisses étaient également diffusés.

## Diffusion
CHTV était retransmise partout en Suisse par ADSL, via Swisscom TV et pouvait atteindre jusqu'à 800 000 ménages. Elle diffusait ses programmes de 19 h 30 à 22 h chaque jour. Il fut prévu d'élargir le nombre des diffuseurs lors du second semestre 2013. La chaîne était entièrement financée par la publicité.